# VAV (nhóm nhạc)
VAV (tiếng Hàn: 브이에이브이; viết tắt của Very Awesome Voice) là một nhóm nhạc hàn quốc được thành lập bởi A Team (trước đây là AQ Entertainment) ở Seoul, Hàn Quốc. Nhóm hiện gồm các thành viên: St. Van, Baron, ACE, Ayno, Jacob, Lou và Ziu. Nhóm ra mắt vào ngày 31, 2015 với mini-album Under the Moonlight

## Các thành viên
| Nghệ danh | Nghệ danh | Tên khai sinh    | Tên khai sinh | Tên khai sinh | Ngày sinh                   | Nơi sinh           | Quốc tịch  |
| Latinh    | Hangul    | Latinh           | Hangul        | Hanja         | Ngày sinh                   | Nơi sinh           | Quốc tịch  |
| --------- | --------- | ---------------- | ------------- | ------------- | --------------------------- | ------------------ | ---------- |
| St. Van   | 세인트반  | Lee Geum Hyuk    | 이금혁        | 李金赫        | 22 tháng 12, 1991 (29 tuổi) | Hàn Quốc           | Hàn Quốc   |
| Baron     | 바론      | Choi Chung Hyeop | 최충협        | 崔忠俠        | 19 tháng 4, 1992 (29 tuổi)  | Osan, Hàn Quốc     | Hàn Quốc   |
| ACE       | 에이스    | Jang Wooyoung    | 장우영        | 張祐榮        | 28 tháng 8, 1992 (29 tuổi)  | Anyang, Hàn Quốc   | Hàn Quốc   |
| Ayno      | 에이노    | Noh Yoonho       | 노윤호        | 盧允鎬        | 1 tháng 5, 1996 (25 tuổi)   | Hàn Quốc           | Hàn Quốc   |
| Jacob     | 제이콥    | Jang Peng        | 장펑          | 張鵬          | 7 tháng 9, 1996 (25 tuổi)   | Hồ Bắc, Trung Quốc | Trung Quốc |
| Lou       | 로우      | Kim Ho Sung      | 김호성        | 金鎬星        | 21 tháng 12, 1996 (24 tuổi) | Hàn Quốc           | Hàn Quốc   |
| Ziu       | 지우      | Park Hee Jun     | 박희준        | 朴喜晙        | 16 tháng 6, 1997 (24 tuổi)  | Hàn Quốc           | Hàn Quốc   |

## Đĩa hát

### Album
| Tiêu đề                   | Album chi tiết | Vị trí cao nhất trong bảng xếp hảng | Doanh thu     |
| Tiêu đề                   | Album chi tiết | HQ                                  | Doanh thu     |
| ------------------------- | --- | ----------------------------------- | ------------- |
| Under The Moonlight       | - Phát hành: 2 Tháng 11, Năm 2015 - Nhãn đĩa: AQ Entertainment, CJ E&M - Định dạng: CD, Tải nhạc số Track listing 1. Under The Moonlight (달빛 아래서) 2. Good Bye 3. Long Journey (신세계) 4. Under The Moonlight (달빛 아래서) inst.                                      | 57                                  | —             |
| Brotherhood               | - Phát hành: 10 Tháng 5, Năm 2016 - Nhãn: TẤT giải Trí, CJ E&M - Dạng: kỹ thuật số Track listing 1. Brotherhood 2. I Don't Gossip (소문내지마) 3. Brotherhood inst. 4. I Don't Gossip (소문내지마) inst.                                                                    | 56                                  | - HÀN: 446+   |
| Brotherhood               | - Tái phát hành: 1 Tháng 7, Năm 2016 (Không nghi Ngờ) - Nhãn: TẤT giải Trí, CJ E&M - Dạng: kỹ thuật số Track listing 1. No Doubt (노답) 2. Mirrage (신기루) 3. Brotherhood 4. I Don't Gossip (소문내지마) 5. No Doubt (노답) inst.                                          | 30                                  | - HÀN: 446+   |
| Spotlight                 | - Phát hành: 29 Tháng 1, Năm 2018 - Nhãn: TẤT giải Trí, Thần Nhạc - Dạng: kỹ thuật số Track listing 1. Spotlight (光) 2. Gorgeous (예쁘다고) 3. Give It to Me 4. She's Mine 5. ABC (Middle of the Night) 6. Flower (You) 7. Venus (Dance With Me) (비너스) 8. Winter Breeze | 28                                  | - HÀN: 2,006+ |
| Thrilla Killa             | - Phát hành: 19 Tháng 3, Năm 2019 - Nhãn: TẤT giải Trí, Thần Nhạc - Dạng: kỹ thuật số Track listing 1. Thrilla Killa 2. I'm Sorry 3. Touch You 4. Senorita 5. Thrilla Killa (Inst.)                                                                                         | 19                                  | - HÀN: 6,636+ |
| Poison                    | - Phát hành: 21 Tháng 10, Năm 2019 - Nhãn: TẤT giải Trí, Thần Nhạc - Dạng: kỹ thuật số Track listing 1. Poison 2. 119 3. Runway 4. Sweet Heart 5. Poison (inst.) | 14                                  | - HÀN: 6,563+ |
| "—" tức không có biểu đồ. | |                                     |               |

### Đĩa đơn
| Title                               | Năm  | Vị trí trên BXH | Vị trí trên BXH | Album               |
| Title                               | Năm  | KOR             | US World        | Album               |
| ----------------------------------- | ---- | --------------- | --------------- | ------------------- |
| "Under The Moonlight"               | 2015 | —               | —               | Under The Moonlight |
| "Brotherhood"                       | 2016 | —               | —               | Brotherhood         |
| "No Doubt" (노답)                   | 2016 | —               | —               | No Doubt            |
| "Here I Am" (겨울잠)                | 2016 | —               | —               | Non-album single    |
| "Venus (Dance With Me)" (비너스)    | 2017 | —               | —               | Spotlight           |
| "Flower (You)"                      | 2017 | —               | —               | Spotlight           |
| "ABC (Middle Of The Night)"         | 2017 | —               | —               | Spotlight           |
| "She's Mine"                        | 2017 | —               | —               | Spotlight           |
| "Spotlight"                         | 2018 | —               | —               | Spotlight           |
| "Gorgeous" (예쁘다고)               | 2018 | —               | —               | Spotlight           |
| "Señorita"                          | 2018 | —               | 19              | Thrilla Killa       |
| "So In Love"                        | 2018 | —               | —               | Non-album single    |
| "Thrilla Killa"                     | 2019 | —               | —               | Thrilla Killa       |
| "Give Me More"                      | 2019 | —               | —               | Non-album single    |
| "Poison"                            | 2019 | —               | —               | Poison              |
| "—" Không thuộc trong bảng xếp hạng |      |                 |                 |                     |

## Giải thưởng và Đề cử

### Giải thưởng Daradaily Thái Lan lần thứ 7
| Năm  | Thể loại                     | Người thắng | Kết quả   |
| ---- | ---------------------------- | ----------- | --------- |
| 2018 | Màn trình diễn xuất sắc nhất | VAV         | Đoạt giải |